# José María Caffarel
José María Caffarel (eigtl. Josep María Caffarel i Fàbregas; * 10. November 1919 in Barcelona; † 8. November 1999 in Madrid) war ein spanischer Schauspieler.

## Leben
Caffarel wuchs in der Region zwischen San Sebastián und der französischen Grenze (in Donosti) auf und studierte zunächst Ingenieurwesen, was er jedoch auf Grund des Spanischen Bürgerkrieges abbrechen musste.
Nach dem Krieg begann er zu schauspielern und wurde nach kurzer Zeit Mitglied der Theatertruppe von Adolfo Marsillach. Sein Leinwanddebüt gab der leicht untersetzte, oft bebrillte Caffarel 1956 im Film El ultimo cuplé von Juan de Orduña und setzte diese Karriere bis zu seinem Tod in über 220 Rollen fort; schon seit 1962 auch im Fernsehen.
1962 ließ er sich in Madrid nieder, wo der mehrsprachige Darsteller als kleiner Gauner oder ängstlicher Angestellter eine Institution nicht nur in spanischen Filmen wurde. Seine Filmografie umfasst rund 250 Einträge. Auch als Synchronsprecher war er aktiv.
1960 gewann er den Preis für den Besten Schauspieler im Film Muerte al amanecer. Caffarel starb kurz vor seinem 80. Geburtstag und liegt auf dem Cementerio de la Almudena begraben.

## Filme
- 1957: El ultimo cuplé
- 1959: Muerte al amanecer
- 1961: Unter der Flagge der Freibeuter (Los bucaneros del Caribe)
- 1961: Plácido
- 1962: Nur tote Zeugen schweigen (Ipnosi)
- 1962: Der Teppich des Grauens
- 1963: Die Kastilier (El valle de las espadas)
- 1963: Das Geheimnis der schwarzen Witwe
- 1964: Circus-Welt (Curcus World)
- 1963–1965: Primera fila (Fernsehreihe, 7 Episoden)
- 1965: Doktor Schiwago (Doctor Zhivago)
- 1965: Durchs wilde Kurdistan
- 1965: Der Tiger parfümiert sich mit Dynamit (Le Tigre se parfume à la dynamite)
- 1966: Gemini 13 – Todesstrahlen auf Kap Canaveral (Operazione Goldman)
- 1966: Rote Rosen für Angelika (Rose rosse per Angelica)
- 1967: Bang Bang Kid
- 1967: Django – unersättlich wie der Satan (Un hombre vino a matar)
- 1970: Tristana
- 1971: Wild C.A.T.S. (Un aller simple)
- 1971–1974: Ficciones (Fernsehserie, 11 Episoden)
- 1972: Trauma
- 1973: Der Clan der Killer (Un tipo con una faccia strana ti cerca per ucciderti)
- 1974: Mörder-Roulette (El clan de los inmorales)
- 1975: Beruf: Reporter (Professione: reporter)
- 1975: Der Mann ohne Nerven (Breakout)
- 1976: Phantastische Reise zum Mittelpunkt der Erde (Viaje al centro de la tierra)
- 1978: Bleib wie du bist (Così come sei)
- 1979: Supersonic Man
- 1981: El lobo negro
- 1981: La venganza del Lobo Negro
- 1982: Los gozos y las sombras (Fernsehserie, 9 Episoden)
- 1989: Blood & Sand (Sangre y arena)
- 1990: Spatzi, Fratzi & Co. (C'era un castello con 40 cani)
- 1993–1995: Farmacia de guardia (Fernsehserie, 18 Episoden)
- 1998: Hermanas (Fernsehserie, 27 Episoden)